# Perspektivische Verkürzung

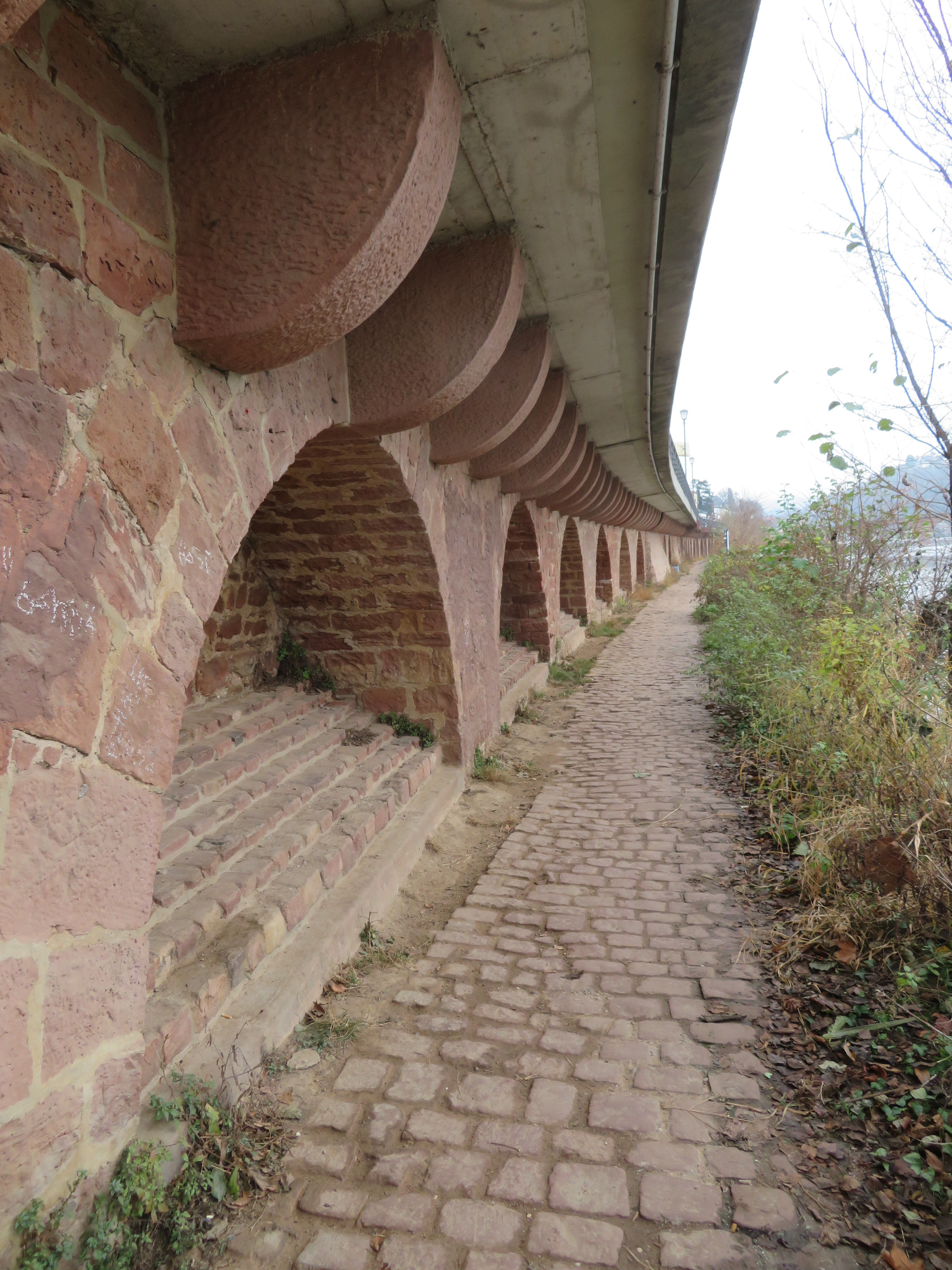
Weg am Neckarufer in Heidelberg: Die Abstände zwischen den steinernen Bögen und Konsolen sind von der Seite gesehen alle gleich lang, die Abstände erscheinen aber durch den spitzen Blickwinkel und die zunehmende Entfernung nach hinten hin immer kürzer.

Die perspektivische Verkürzung (auch Verkürzung, projektive Verkürzung; englisch foreshortening) bezeichnet einen speziellen Aspekt der räumlichen Wahrnehmung. Gegenstände (Linien, Formen, Objekte, Personen oder Teile davon), die sich in die Tiefe erstrecken, erscheinen kürzer, stärker komprimiert (gestaucht) als sie tatsächlich sind. Je spitzer der Blickwinkel, unter dem Betrachtende auf den Gegenstand schauen, desto größer ist die Verkürzung. In der Kunst (Bildhauerei, Fotografie, Malerei, visuelle Medien) wird die Verkürzung angewandt, um dreidimensionale Gegenstände entsprechend der visuellen Wahrnehmung korrekt aussehen zu lassen.

## Beschreibung
Schauen die Betrachtenden in einem rechten Winkel auf die Gegenstände, sehen sie sie in voller Länge und unverzerrt. Schauen sie hingegen schräg in einem mehr oder weniger spitzen Winkel auf den Gegenstand, erscheint er mehr oder weniger verkürzt. Je stärker die Teile des Gegenstandes in die Tiefe weisen, desto stärker erscheinen sie verkürzt, bis sie teilweise oder ganz verschwinden. Entsprechend der Wahrnehmung gestalten Kunstschaffende Gegenstände oder Teile davon mehr oder weniger verkürzt.

Genau gesehen beinhaltet fast jede Projektion eine Verkürzung, denn alle Teile eines Gegenstandes, die nicht parallel zur Projektionsebene verlaufen, nimmt man verkürzt und in ihren Proportionen verändert wahr. Zum Beispiel sind bei einer Profilansicht eines Kopfes Augen, Hinterkopf, Stirn usw. verkürzt. Dennoch wird im Allgemeinen eine Profilansicht nicht für eine Verkürzung gehalten.

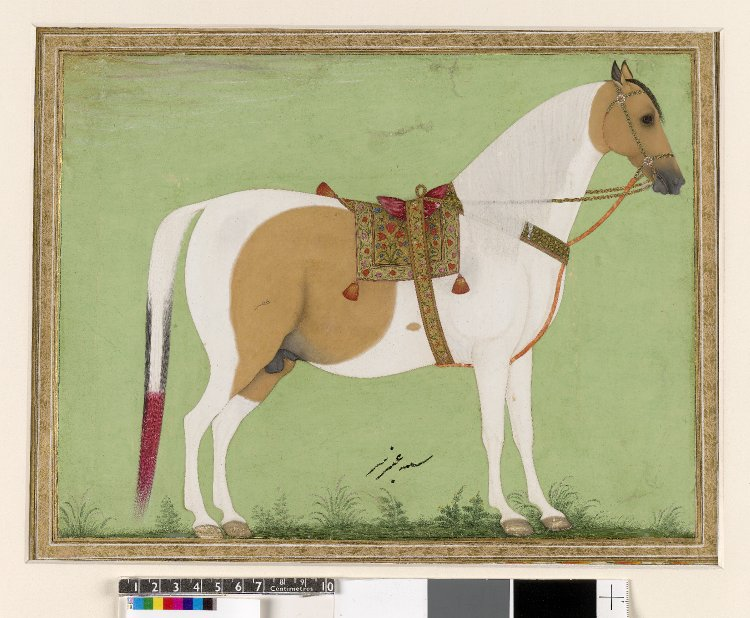
Das Pferd von der Seite gesehen erscheint unverzerrt. Weißes Pferd, etwa 1650.
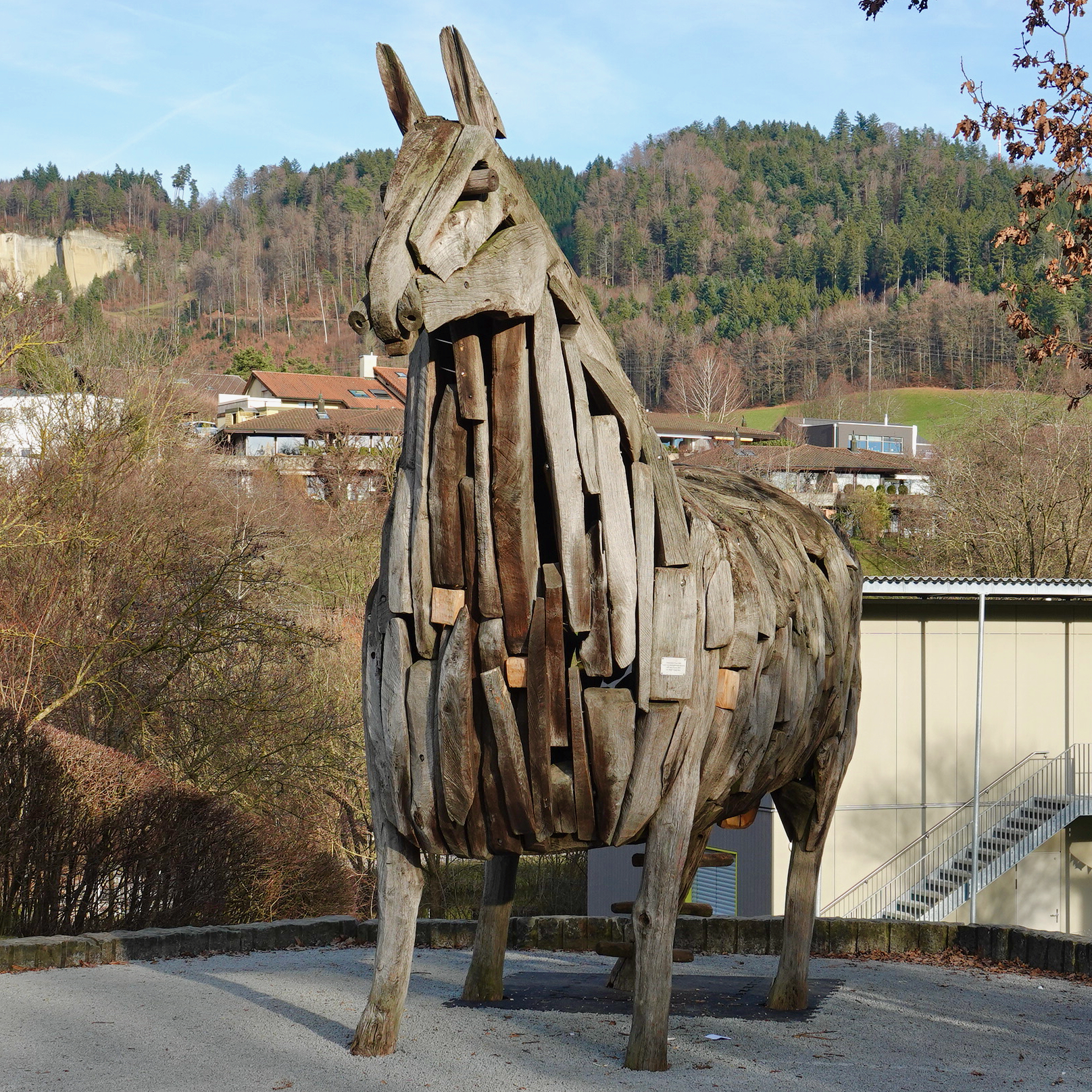
Der Rumpf des Pferdes erscheint perspektivisch verkürzt. Walter Vögeli: Trojanisches Pferd, vor 2022.
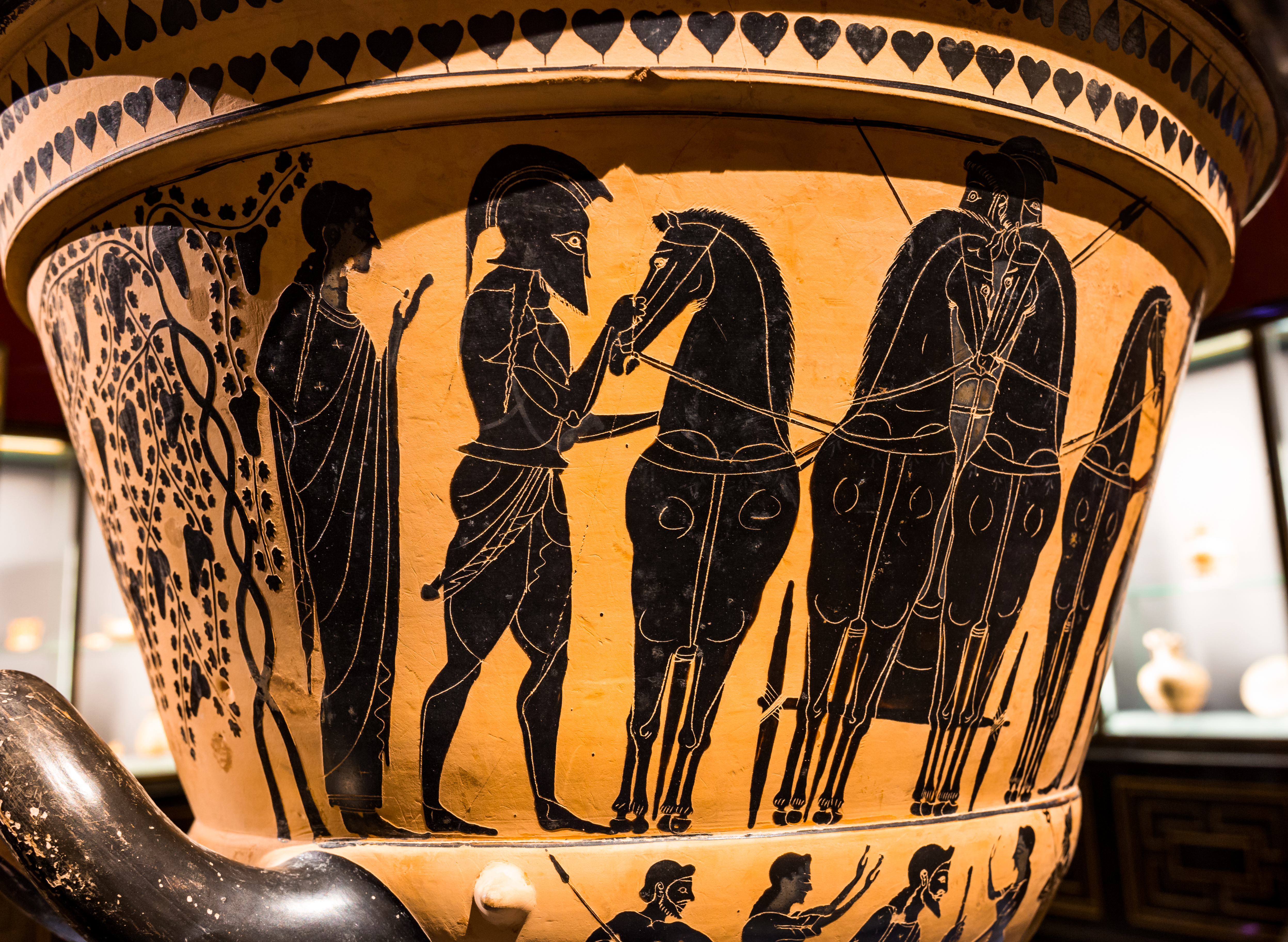
Der hintere Teil des Pferdes verschwindet komplett hinter der Frontansicht. Attischer, schwarzfiguriger Kelch-Krater, etwa 520–510 v. Chr.

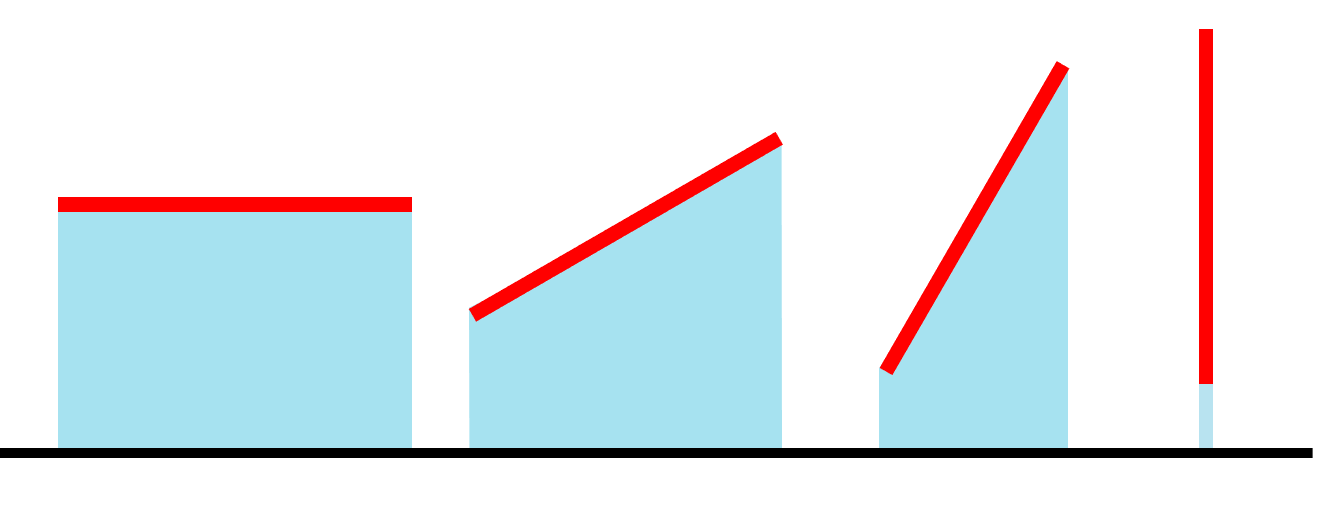

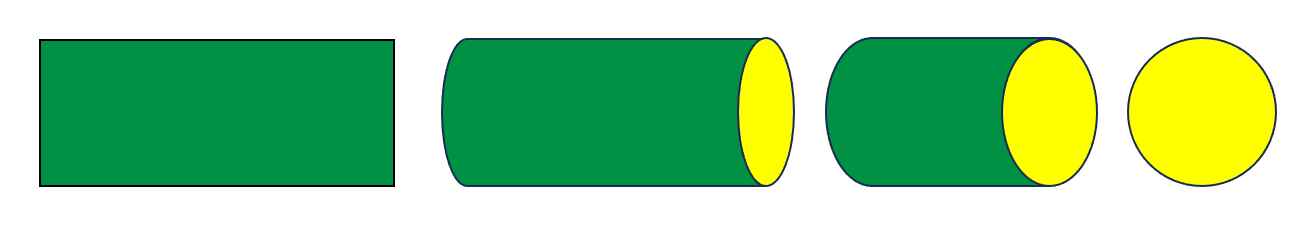
Grafische Beispiele: Eine Linie und ein Zylinder aus unterschiedlichen Blickwinkeln dargestellt.

## Grafische Beispiele
Eine Linie (rot) erscheint je nach Blickwinkel auf einer Bildebene (schwarz) unterschiedlich groß (blau). Ein Zylinder sieht genau von der Seite (im Profil) gesehen aus wie ein Rechteck (grün). Schräg von der Seite erscheint die Länge verkürzt und die Oberseite (gelb) erscheint als Oval. Von oben ist unverkürzt ein Kreis zu sehen.

## Beispiele in der Malerei
1. Auf der attisch-rotfigurigen Amphora des griechischen Vasenmalers Euthymides (Bild 1 der Bilderreihe) sieht man in der Mitte Hektor, der seine Rüstung anzieht. Sein rechter Fuß ist nach dem alten Prinzip der deutlichsten Gestalt in Seitenansicht gezeichnet. Aber der linke Fuß ist verkürzt dargestellt. Man sieht die fünf Zehen als eine Reihe kleiner Kreise. Auch der Schild des Kriegers ist nicht kreisrund, sondern von der Seite zu sehen. Diese unscheinbaren Einzelheiten zeigen, dass Kunstschaffende erstmals in der Weltgeschichte hier beginnen, den Blickwinkel, aus dem man einen Gegenstand sieht, im Bild umzusetzen.[5]
2. Das Gemälde Die Beweinung Christi von Andrea Mantegna (Bild 2) zeigt in extrem verkürzter Perspektive den Leichnam Christi. In der annähernd frontalen Ansicht erleben die Betrachtenden den intimen Moment der Trauer direkt mit. Mantegna benutzt das religiöse Thema, um sein herausragendes Können im Bereich der Perspektive zu demonstrieren.[6]
3. Auf dem Gemälde eines Zimmers von Johann Erdmann Hummel (Bild 3), das in Zentralperspektive angelegt wurde, befinden sich am Boden neun mal neun Keramikfliesen. Die vordere Reihe nimmt fast die gesamte Bildbreite ein. Die an den Seiten verlaufenden Reihen aus ebenfalls neun Fliesen liegen entlang einer Linie, die nur etwa ein Drittel der Länge des unteren Bildrandes hat. Diese Verkürzung wird aber vom menschlichen Gehirn trotzdem so interpretiert, dass der Fußboden des Zimmers wahrscheinlich annähernd quadratisch ist und die durch den sich verändernden Sehwinkel nach oben hin immer kleiner erscheinenden Fliesen weiter hinten liegen.[7]
4. Auf dem Gemälde „Blaues Pferd“ von Franz Marc (Bild 4) sind der Rumpf und die Kruppe des von vorne gemalten Pferdes stark verkürzt gezeichnet. Wenn das  visuelle System des Menschen das betrachtete Objekt als räumliche Darstellung interpretiert, wird der Eindruck, dass bestimmte Linien zu kurz sind oder der Rumpf des Pferdes gestaucht sei, von dem Ergebnis der neuronalen Verarbeitung im Gehirn in der Weise überlagert, dass man erkennt, dass Rumpf und Kruppe weiter entfernt sind als die Brust und nach hinten zeigen.

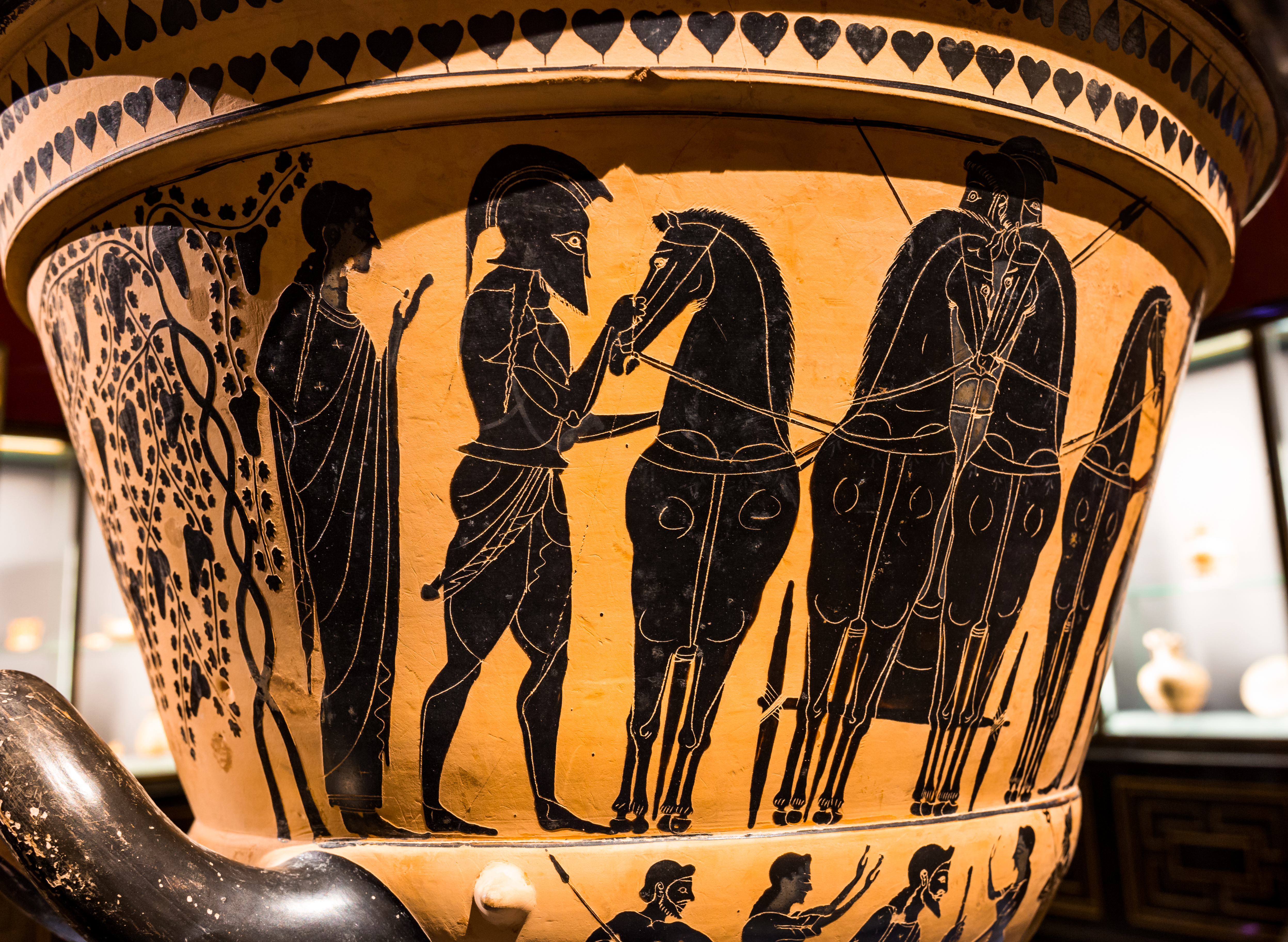
Bild 1 Der linke Fuß und der Schild des Kriegers (in der Mitte) sind perspektivisch verkürzt dargestellt. Euthymides: Hektor umgeben von seinen Eltern, Detail, um 510 v. Chr.
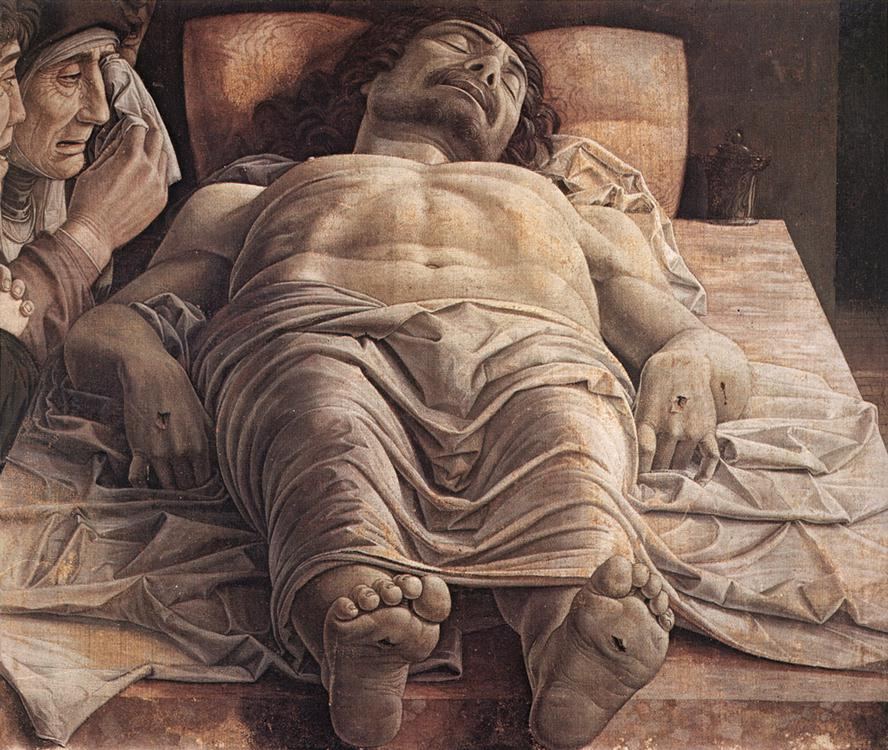
Bild 2 Andrea Mantegna: Die Beweinung Christi, etwa 1483.
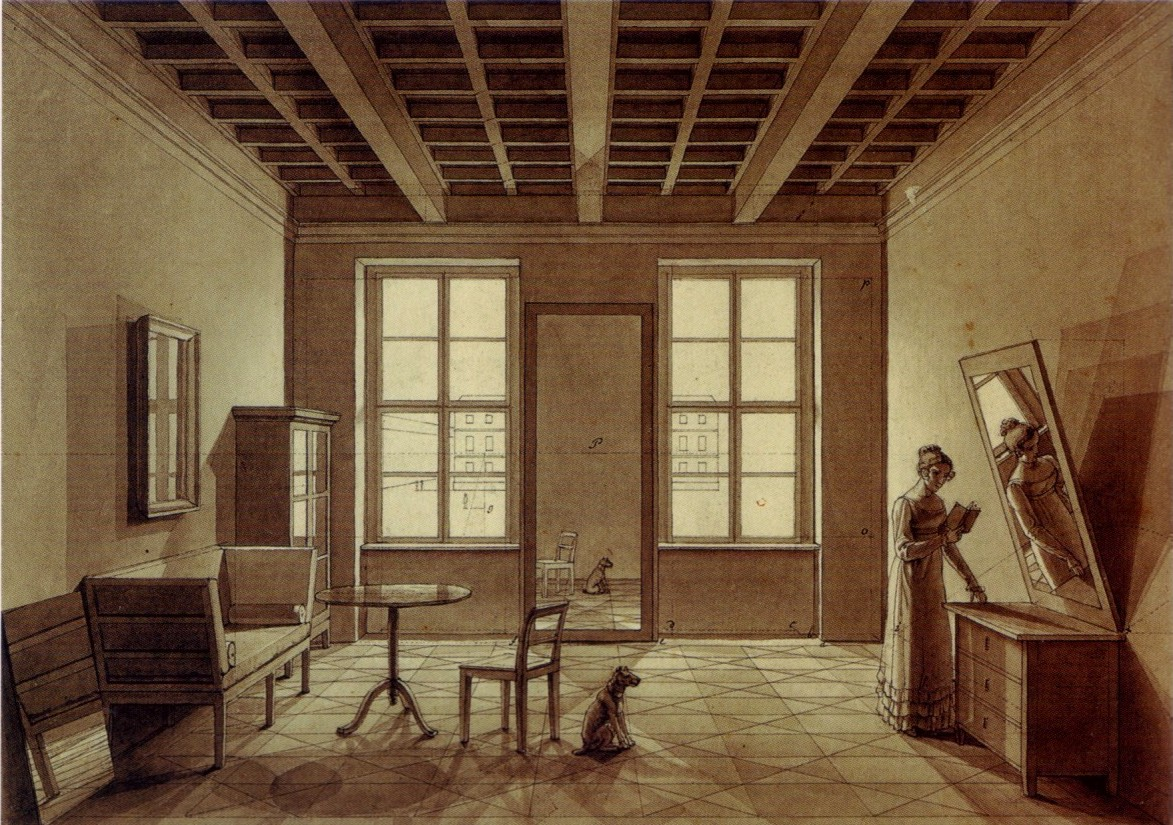
Bild 3 Johann Erdmann Hummel: Zimmerbild, um 1820.
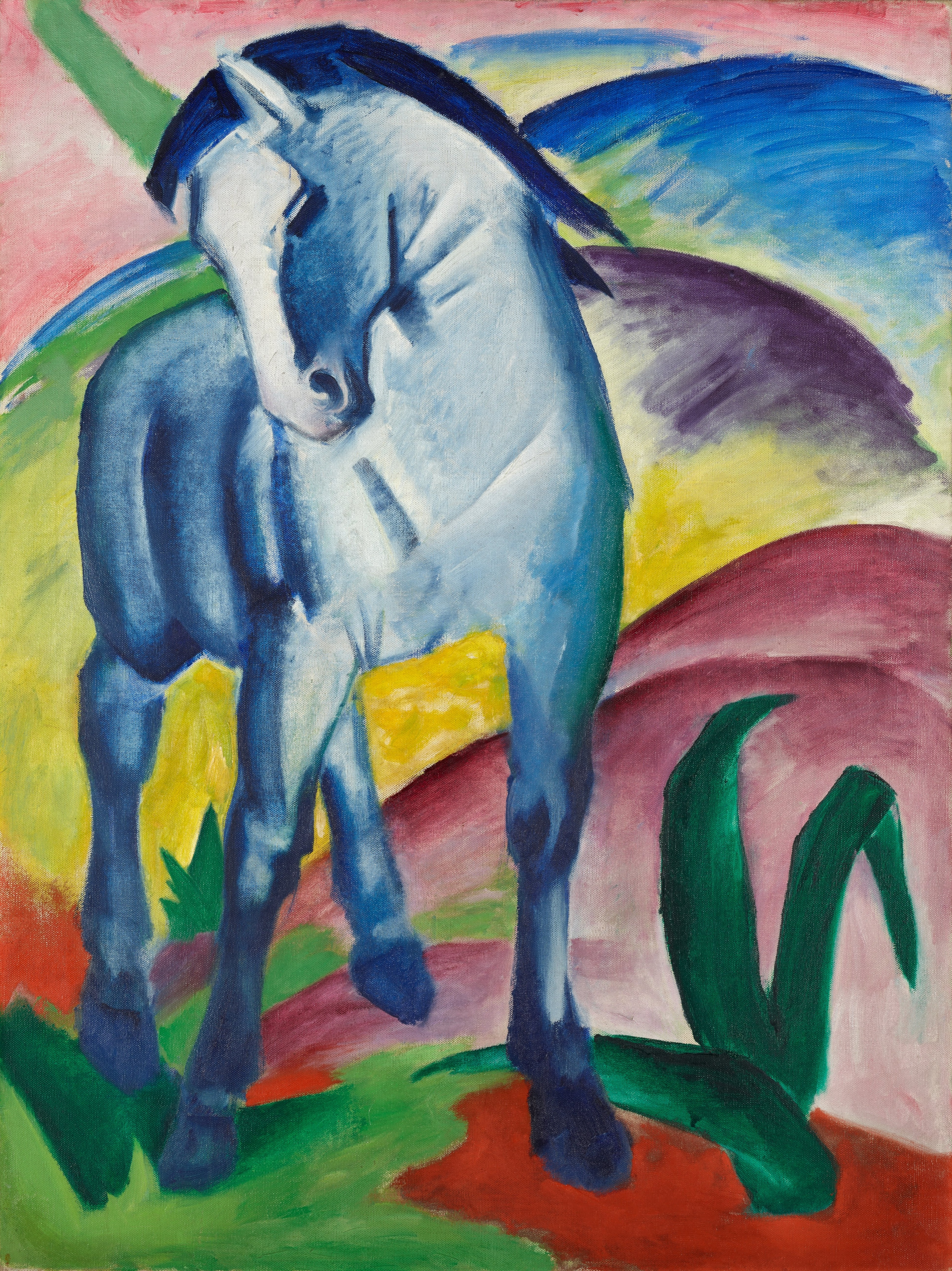
Bild 4 Franz Marc: Blaues Pferd, 1911.
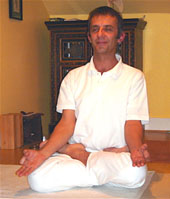
Bild 6 Ein Arm und ein Oberschenkel erscheinen kürzer,
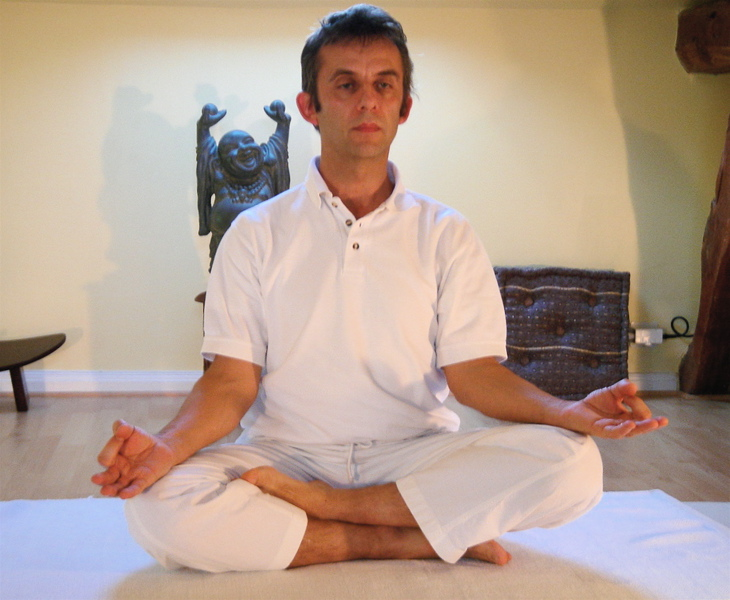
Bild 7 obwohl sie gleich lang sind.

## Beispiele in der Fotografie
Beim Fotografieren gilt es auf perspektivische Verkürzungen zu achten, damit die Objekte auf dem Bild keine ungewollten unvorteilhaften Proportionen bekommen (Bild 6 und 7).

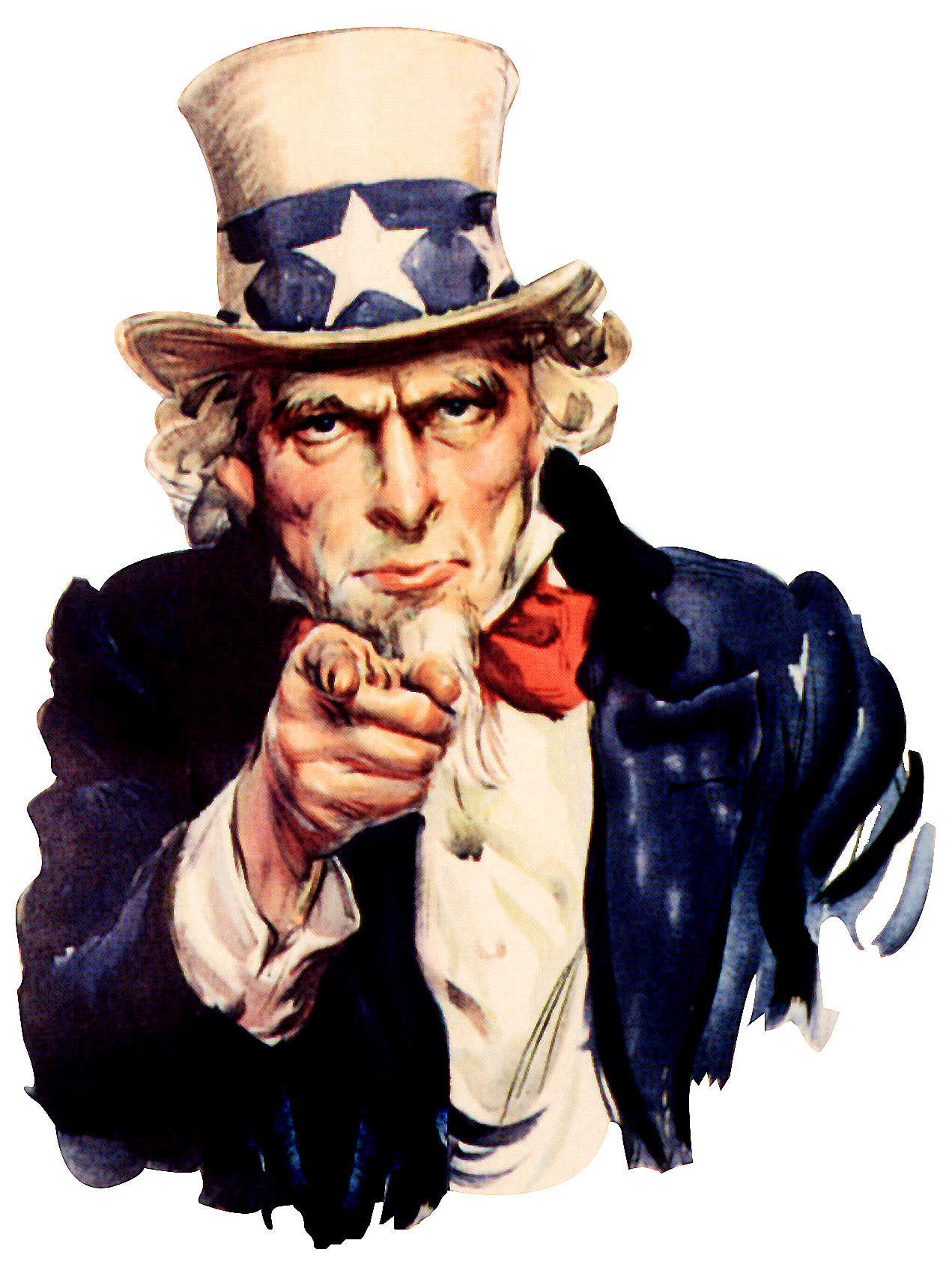
US-Propagandamaterial zur Rekrutierung von Soldaten. Uncle Sam braucht dich! 1916–1917.

## Beispiel in der Werbung
In dem Bild mit Uccle Sam wird der Zeigefinger komprimiert dargestellt. Er erscheint deutlich kürzer als er in Wirklichkeit ist und deutet direkt auf die Betrachterin und den Betrachter.